# Paryphoconus goianensis
Paryphoconus goianensis är en tvåvingeart som beskrevs av Lane 1961. Paryphoconus goianensis ingår i släktet Paryphoconus och familjen svidknott. Inga underarter finns listade i Catalogue of Life.